# Phyllonorycter trojana
Phyllonorycter trojana är en fjärilsart som beskrevs av Gerfried Deschka 1982. Phyllonorycter trojana ingår i släktet guldmalar, och familjen styltmalar.
Artens utbredningsområde är:
- Grekland.
- Montenegro.

Inga underarter finns listade i Catalogue of Life.